# Yvonne Clark
Yvonne Y. Clark (nascida Georgianna Yvonne Young; Houston, 13 de abril de 1929 – Nashville, 27 de janeiro de 2019) foi uma engenheira, pesquisadora e professora universitária norte-americana.
Chamada de “Primeira Dama da Engenharia da TSU”, Yvonne foi a primeira mulher a obter uma graduação científica em engenharia mecânica pela Universidade Howard, primeira mulher a obter um mestrado em gestão de engenharia pela Universidade Vanderbilt e a primeira mulher a atuar como membro de um colegiado na Faculdade de Engenharia e Tecnologia da Tennessee State University (TSU), onde se tornou professora emérita em 2011.

## Biografia
Yvonne nasceu em Houston, no Texas, em 1929, mas foi criada e cresceu em Louisville, no Kentucky. Seu pai, Coleman Milton Young Jr., era médico e cirurgião, e sua mãe, Hortense Houston Young, era bibliotecária e jornalista do Louisville Defender. Seu irmão, C. Milton Young III, também era médico. Ainda criança, Yvonne adorava construir e consertar coisas, mas não era permitida a assistir às aulas de mecânica na escola por ser menina. Durante o ensino médio, teve aulas de aeronáutica e ingressou na Civil Air Patrol, onde aprendeu a atirar e a pilotar aviões em um simulador.
Em 1945, aos 16 anos, Yvonne se formou no ensino médio e passou os próximos dois anos estudando na Girls Latin School, em Boston. Yvonne se tornaria a primeira mulher a obter um bacharelado em engenharia mecânica pela Universidade Howard, onde ela foi líder de torcida e uma das poucas mulheres de sua classe de veteranos da Segunda Guerra Mundial. Após sua formatura, em 1951, ela percebeu que o mercado de trabalho na área de engenharia não era muito receptivo, principalmente para mulheres negras.
Yvonne foi uma das primeiras mulheres negras a obter um mestrado em gestão de engenharia pela Universidade Vanderbilt, em 1972, depois de vários de seus alunos terem obtido o mesmo certificado na instituição. 

## Carreira
O primeiro emprego de Yvonne depois de se formar foi no Arsenal de Frankford, um depósito de munição do Exército dos Estados Unidos na Filadélfia. Ela então mudou de área, trabalhando na RCA Camden, uma pequena gravadora em Nova Jérsei, onde Yvonne projetava materiais de manufatura.
Yvonne voltou para o sul do país quando se casou e tornou-se a primeira mulher membro de um colegiado em um departamento de engenharia mecânica, ingressando no corpo docente em 1956. Por duas vezes, administrou o departamento, de 1965 a 1970 e depois em 1977 até 1988, de onde se aposentou como professora emérita. Yvonne se empenhou para incentivar as mulheres a se tornarem engenheiras e relatou em 1997 que 25% dos alunos de seu departamento eram mulheres.
Yvonne também trabalhou para a NASA, Westinghouse e para a Ford.

## Pesquisa
Em seu tempo no Arsenal de Frankford, trabalhou com armas sem recuo. Ela também passou três meses trabalhando com a NASA em Huntsville, Alabama, onde trabalhou com os motores Saturno V procurando por pontos quentes. Depois passou alguns meses no Johnson Space Center em Houston, ajudando a projetar os contêineres que Neil Armstrong usou para trazer amostras da Lua de volta à Terra.
Yvonne descobriu métodos para revitalizar e modernizar parte do centro da cidade por meio do Centro Espacial e de Defesa da Westinghouse em Baltimore, em Maryland. A partir da década de 1990, sua pesquisa se concentrou em líquidos refrigerantes. Foi a principal pesquisadora do projeto "Avaliação Experimental do Desempenho de Refrigerantes Alternativos em Ciclos de Bombas de Calor", financiado pelo Laboratório Nacional de Oak Ridge do Departamento de Energia. Clark foi o líder da equipe da divisão estudantil do projeto financiado pela NASA na TSU, chamado Center for Automated Space Science.

## Vida pessoal
Yvonne se casou com William F. Clark Jr., professor de bioquímica no Meharry Medical College, em 1955. Ele nasceu em Raleigh, na Carolina do Norte. Juntos eles tiveram um filho, em 1956 e uma filha em 1968. Sua filha, Carol Lawson, entrevistou a mãe para a Society of Women Engineers em 2007.

## Morte
Yvonne morreu enquanto dormia, em sua casa em Nashville, em 27 de janeiro de 2019, aos 89 anos.